# Janeene Vickers
Janeene Vickers (Torrance (California), Estados Unidos, 3 de octubre de 1968) fue una atleta estadounidense, especializada en la prueba de 400 m vallas en la que llegó a ser campeona mundial en 1991.

## Carrera deportiva
En el Mundial de Tokio 1991 ganó la medalla de bronce en los 400 metros vallas, con un tiempo de 53.47 segundos, llegando a la meta tras la soviética Tatyana Ledovskaya y la británica Sally Gunnell.